# Омарчево (област Сливен)
 За другото българско село вижте Омарчево (Област Шумен).  
Омàрчево е село в Югоизточна България, община Нова Загора, област Сливен.

## География
Село Омарчево се намира на около 29 km юг-югозападно от областния център град Сливен, около 12 km изток-югоизточно от общинския център град Нова Загора и около 25 km североизточно от град Раднево. Разположено е в северните склонове на Светиилийските възвишения. Преобладаващият наклон на терена в Омарчево е на север; надморската височина в центъра е около 200 m. Климатът е преходно-континентален.
През селото минава третокласният републикански път III-555, който на запад води през село Полско Пъдарево до връзка на около 2 km преди Нова Загора с второкласния републикански път II-55, а на изток – през село Биково към град Кермен. На около 2 km северно от Омарчево минава автомагистрала Тракия, с която селото няма пряка пътна връзка.
Землището на село Омарчево граничи със землищата на: село Коньово на север; село Биково на изток; село Питово на югоизток; село Еленово на юг; село Сокол на югозапад; село Полско Пъдарево на запад; село Съдиево на северозапад.
В землището на Омарчево има 4 микроязовира.
Населението на село Омарчево, наброявало 1407 души при преброяването към 1934 г. намалява до 583 към 1992 г. и 222 (по служебен документ на НСИ от 2022-12-31) към 2022 г.
При преброяването на населението към 1 февруари 2011 г., от обща численост 371 лица, за 291 лица е посочена принадлежност към „българска“ етническа група, за 25 – към „турска“, за 4 – към „ромска“ и за 50 – „не отговорили“, а за „други“ и „не се самоопределят“ не са посочени конкретни данни.

## История
След Руско-турската война (1877 – 1878 г.) по Берлинския договор 1878 г. селото – и тогава с име Омарчево, остава в Източна Румелия. Присъединено е към България след Съединението 1885 г.
Като стари имена на Омарчево са споменавани Умарджа, Омурджалии, Марча, Юмерча. Първото се предполага да се отнася към Второто българско царство, а последното, Юмерча – към средата на периода с османска власт. То е свързано с името на турския феодал Юмер бей, чието владение (тимар) е било селото и който е построил чешмата, запазена в западната част на селото – вече пресъхнала, наричана от населението Юмерчевата чешма.
Около средата на 19 век селото е посетено от Георги Раковски. Името на селото носи като фамилно име Стоян Омарчевски – министър на просветата в кабинета на Александър Стамболийски.
Църквата „Свети пророк Илия“ в Омарчево е построена през 1892 г. в центъра на селото от местни майстори. Осветена е от левкийския епископ Гервасий на 20 юли 1893 г. Храмът има обикновен иконостас.
Училище в село Омарчево се открива през 1867/1868 г. като начално (по други сведения – през 1871 г.). Първоначално се помещава в частна сграда/в плевнята на Динко Михнев Станчев/, а през 1880 г. е построена училищна сграда с две учебни и една учителска стаи. Прераства в основно училище (начално плюс прогимназия) през 1920/1921 учебна година. Първият етап от строителството на нова училищна сграда е извършен през 1937 г., а вторият – през 1962 г. Училището действа до 2008 г., когато е закрито.
Читалището е основано на 1 септември 1906 г. от 19 ентусиазирани жители на Омарчево. За председател е избран учителят Гинчо Петров. Читалището работи активно до 1908 г., когато прекъсва дейността си и едва в 1921 г. я възобновява. Започва се подготовка за построяване на читалищен дом, който е построен през 1936 г. със средства, събрани от населението и суми, отпуснати от министерството на просветата. Всяка година са изнасяни по няколко пиеси, беседи, лекции и други. След 1944 г. читалището е преименувано на „Никола Вапцаров“.
Кредитна кооперация е основана на 21 ноември 1910 г. Започва да действа от месец март 1911 г. под наименованието Земеделско спестовно заемно дружество „Орач“. Основна цел на спестовното заемно дружество е да подпомага финансово своите членове във вид на заеми срещу поръчителство. През 1925 г. кооперацията открива кооперативен магазин в селото за снабдяване на своите членове с бакалски и промишлени стоки и изкупуване на селскостопански произведения от производителите членове. След национализацията в края на 1947 г. кредитната кооперация преустановява своята кредиторска дейност и се обособява като обществено кооперативна търговска организация със задача да обслужва местното население и напълно да задоволява неговите всестранни потребности. При тази промяна, извършена от държавата, кооперацията получава новото си наименование – Всестранна кооперация „Орач“ село Омарчево. Под това наименование кооперацията продължава своето съществуване до 31 март 1960 г., когато се извършва уедряването на Всестранна кооперация „Сеяч“ село Питово и тогава на общо събрание се взема протоколно решение да се преименува в Потребителна кооперация „Мир“ село Омарчево. През месец юни 1954 г. към Всестранна кооперация „Орач“ село Омарчево е уедрена Всестранна кооперация „Благодат“ село Биково.

## Обществени институции
Село Омарчево към 2024 г. е център на кметство Омарчево.
В село Омарчево към 2024 г. има:
- действащо читалище „Стоян Омарчевски - 1906“;[20][21]
- пощенска станция;[22]
- църква „Свети пророк Илия“ (към 18 март 2024 г. църквата „Свети пророк Илия“ не е регистрирана като храм от Българската Патриаршия.[23]

## Културни и природни забележителности
На около 3,5 km югозападно от центъра на село Омарчево, на връх Свети Илия в Светиилийските възвишения се намират останките от късноантична и средновековна крепост. На върха през XIV век е построен ислямски молитвен дом – Кадемли Баба Теке. Мястото е известно още като Текето, Тюрбето, Тикята, Ердуванлийското кале. Почти до средата на 20 век е наричано Ердуванлийското теке. Първите писмени сведения за Текето са от османския пътешественик Евлия Челеби. Там са погребани мощите на мюсюлманския светец Мусà чобан, известен с прозвището си Кадемлѝ, принадлежал към ордена на бекташите. Тъй като Кадемли бабà е бил овчар, на 6 май мюсюлманите-дервиши идвали да принесат курбан на светеца. Българите вярват, че в този гроб са погребани мощите на свети Илия (Алия). Хора със здравословни проблеми преспиват тук, колят курбан, палят свещи и принасят дарове на светеца. Българите празнуват на Илинден, а турци и цигани-мюсюлмани – на Гергьовден.

## Редовни събития
На 2 август има празненства по случай празника на селото.

## Личности
- Кара Кольо – български хайдутин;
- Гълъб войвода – роден в Омарчево около 1798 г. Занаятът му бил абаджилък. Бил едър, хубавец. Никой не могъл да го „надвещи“ с оръжие. Станал хайдутин поради несполучливата му любов със Станка, дъщеря на Иван Дерменджията от същото село. Хайдутувал само за лично отмъщение. Дружината била издадена от Гол Кольо, който избягал уж от турците и дълго време стоял с хайдутите. Гълъб избягал в Румъния, където се заловил за търговия. Любовта му към Станка не угаснала. Всеки път, когато отивал на Узунджовския панаир, ѝ пращал подаръци. Тя умряла в 1879 на 84 – 85 г. Била хубава и на старини. Гълъб е умрял в Румъния
- проф. Петър Детев – роден и учителствувал в Омарчево. Впоследствие се отдава на научна работа в Регионален археологически музей в Пловдив. Написва историята на селото. Издадена от сина му Йордан Детев